# Ulrika Bodén
Hilda Gunborg Ulrika Bodén, född 16 augusti 1974 i Kvarsebo församling, Östergötlands län, är en svensk folkmusiker och sångerska. Hon är sångerska i folkmusikgruppen Ranarim, men även medlem i Rosenbergs Sjua, Kalabra och Kapell Sheida. Förutom att sjunga så spelar hon även tvärflöjt och härjedalspipa.
Ulrika Bodén är uppvuxen på en getfarm i Holmsta i Helgum i Ångermanland och studerade klassisk musik vid Kapellsbergs musikskola i Härnösand. Under sin tid där upptäckte hon folkmusiken och inspirerades av den lokala vissångerskan och estradören Ester Isaksson.
Under gruppnamnet Sheida tävlade hon i Melodifestivalen 2007 tillsammans med Niklas Roswall, Rostam Mirlashari och Abdulrahman. Bidraget "I mina drömmar - Mani armani taha" framfördes på baluchiska, persiska och svenska.

## Diskografi

### Under eget namn
- 2001 – Vålje å vrake
- 2004 – Rätt nu är det på tiden
- 2012 – Kôrksangern
- 2013 – Kärlekssånger (Ulrika Bodén Band)
- 2016 – Te berga blå[4]
- 2022 – Sångsystrar (med Sofia Sandén)

### MedKalabra
- 1997 – Kalabra
- 2000 – Folka

### Med Rosenbergs Sjua
- 1999 – Rosenbergs sjua

### MedHoven Droven
- 1999 – More Happy Moments with Hoven Droven

### MedRanarim
- 2000 – Till ljusan dag
- 2003 – För världen älskar vad som är brokot
- 2006 – Morgonstjärna
- 2008 – Allt vid den ljusa stjärnan